# Филастрий
Святой Филастрий — епископ Брешии в IV веке, участник Аквилейского собора 381 года. Аврелий Августин в одном из своих писем сообщает, что встречался с ним в Милане около 383 года. Около 384 года Филастрий составил каталог ересей лат. «Liber de Haeresibus» — «Книга ересей» (описано 156 ересей). Умер до 387 года.
Среди трудов его преемника Гауденция сохранилась проповедь, предположительно прочитанная на 14-ю годовщину смерти Филастрия. В ней Гауденций сравнивает Филастрия за его самопожертвование, когда он вынужденно покинул родину, с Авраамом. После этого он стал священником и обошёл весь римский мир (лат. circumambiens Universum pene ambitum Romani Orbis), проповедуя среди язычников, иудеев и особенно ариан. Подобно апостолу Павлу (Гал. 6:17) он носил на своём теле язвы, оставленные бичевавшими его арианами. В Милане он был оппонентом арианского епископа Авксентия. В Риме он участвовал в публичных и частных диспутах с еретиками и многих из них обратил. Его странствия закончились с избранием епископом Брешии. Останки святого Филастрия покоятся ныне в крипте Старого собора в Брешии.
Сомнения в подлинности этой проповеди были впервые высказаны французским историком церкви XVII века Л. Дюпеном. Затем его мнение подтвердил издатель трудов Филастрия Ф. Маркс, который полагал, что проповедь была создана в VIII или XI веке. В качестве аргумента указывалось, что данная проповедь не содержится в несомненных рукописях с произведениями Гауденция. Их оппоненты, поддержанные болландистами, на основании лингвистических аргументов выступают за подлинность.
Р. Липсиус обнаружил, что для описания ересей до Ноэта Филастрий в «Книге ересей» использовал тот же источник, что и автор Панариона, то есть утраченную «Синтагму Ипполита». С помощью этих двух произведений, а также «Adversus Omnes Haereses» — «Против всех ересей» Псевдо-Тертуллиана, можно в достаточной степени восстановить этот утраченный трактат Ипполита Римского. Комментарии Филастрия не всегда согласуются с мнениями других ересиологов. Сочинения Филастрия изданы в 12-м томе Латинской Патрологии.